# Кайрактинський сільський округ
Кайракти́нський сільський округ (каз. Қайрақты ауылдық округі, рос. Кайрактинский сельский округ) — адміністративна одиниця у складі Айтекебійського району Актюбінської області Казахстану. Адміністративний центр та єдиний населений пункт — село Талдик.
Населення — 224 особи (2021; 352 у 2009, 554 у 1999, 1090 у 1989).
Станом на 1989 рік існувала Кайрактинська сільська рада (села Атпа, Кайракти, Талдик) Карабутацького району. Село Кайракти було ліквідовано згідно з рішенням Актюбінського обласного масліхату від 18 червня 2008 року № 212 та постановою Актюбінського обласного акімату від 18 червня 2008 року № 94.

## Склад
До складу округу входять такі населені пункти:
| Населений пункт | Колишні назви | Населення, осіб (1989) | Населення, осіб (1999) | Населення, осіб (2009) | Населення, осіб (2021) |
| --------------- | ------------- | ---------------------- | ---------------------- | ---------------------- | ---------------------- |
| Атпа, село      | -             | 284                    | -                      | -                      | -                      |
| Кайракти, село  | -             | 294                    | 0                      | -                      | -                      |
| Талдик, село    | -             | 512                    | 554                    | 352                    | 224                    |